# 람보르기니 350GT
람보르기니 350GT(Lamborghini 350GT)는 카로체리아 투어링(Carrozzeria Touring)이 1964년 5월, 람보르기니를 위해 만든 첫 양산형 자동차이다. 프로토타입의 람보르기니 350GTV를 기반으로 하고 있으며, 1963년 토리노 오토 쇼에서 쇼케이스를 가졌다. 350GT는 스포츠 자동차 메이커 페라리를 상대로 람보르기니가 독자적으로 운영될 수 있는 인정을 받기 위해선 반드시 완성이 필요한 자동차였다.
페루치오 람보르기니는 350GTV 프로토타입과 비슷한 양산형 버전의 그랜드 투어러를 원했다. 디자인 역시 비슷한 것을 원했다. 조토 비차리니가 엔진 디자인을 담당했고, 잠파올로 달라라가 섀시 제작을, 프랑코 스카글리오네(Franco Scaglione)가 전체적인 외관 디자인을 담당했다.
350GT에는 고유 번호가 부여돼서 350GTV 프로토타입의 특징을 그대로 살리며, 알루미늄으로 만들어진 차체에 독립된 서스펜션이 구비된 사륜구동 형식에, 쿼드-캠 V12 엔진을 장착하려고 했다. 하지만 네리 & 보나치니 레이싱 개발 회사(Neri & Bonacini racing development shop)의 테스트 드라이버였던 밥 월리스(Bob Wallace)는 일부분을 변경 및 개량해서 만들길 제안했다. 가장 먼저, 프로토타입의 팝업 전조등은 떼버리고, 이와 동시에 엔진의 높이를 낮춰 공기가 들어가는 측면 한 쌍의 통풍구를 웨버 40 DCOE 2 카뷰레이터로 바꿈으로써 350GTV 프로토타입에서 있었던 여러 문제점을 없애야 했다.
비자리니가 디자인한 350GT의 V12 엔진은, 최상의 상태에서 매우 높은 힘을 낼 수 있도록 고안돼서 세 자리의 속도를 넘나들 수 있던 엔진이다. 만들어진 외관 차체는 밀라노의 투어링 회사에 맡겨졌는데, 그들은 알루미늄 알로이 판넬을 튜브 모양으로 된 구조물에 고정시킴으로써 슈퍼레제라(Superleggera)라는 차체를 만들었다.
람보르기니 350GT는 총 135대(또는 242대)가 제작되었고, 1966년에 후속 차량인 400 GT에게 자리를 물려주었다. 그래서 단종되었다. 람보르기니 350GT의 판매가격은 15,600 미국 달러였다. 현재는 희소성 때문에 110,850 달러의 가격으로 올랐다.

## 성능
350GT의 V12 엔진은 모두 다 알루미늄 알로이로 만들어졌다. 여기에 ZF가 만들어준 5단 수동 변속기를 장착했다. 차체 역시 알루미늄으로 만들어졌으며, 독립식 서스펜션이 구비된 사륜구동축을 장비시키려고 했는데 결과적으로 생산된 차는 후륜구동 자동차이다. 진공 서보 구조의 도움을 받는 걸링 디스크 브레이크가 모든 바퀴에 사용됐다.
휠베이스(축간거리)는 2,550 밀리미터 (100.4 인치)이며, 앞쪽과 뒷쪽의 윤거 거리는 1,380 밀리미터 (54.3 인치)이다. 높이는 1,220 밀리미터 (48.0 인치), 넓이는 1,730 밀리미터 (68.1 인치), 차체의 길이(전장)는 4,640 밀리미터 (182.7 인치)이며, 총 중량은 1,450 킬로그램 (3,197 파운드)이다.
- 0–100 km/h (62 mph) 가속 : 6.8초
- 0–160 km/h (100 mph) 가속 : 16.3초
- 400 미터(1/4마일, 쿼터마일) 도달시간 : 15.5초
- 최고속도 : 250 km/h (155 mph)